# 艋舺服飾商圈
艋舺服飾商圈，又名大理服飾街，位於萬華區大理街、西園路、和平西路、康定路附近。當初因鄰近萬華車站、大稻埕碼頭交通之便，使附近一帶成衣加工廠開始聚集，後來漸由零售轉為大量批發，成為當時北台灣的服飾業重鎮，亦為台灣第一個服飾商圈。60年代商圈有了新的銷售行路，到了70年代，逐漸鼎盛，但隨著經濟產業重心東移，漸漸被五分埔商圈取代而沒落。隨著沒落，近年政府開始改善商圈形象，協助業者打造成為亞洲流行成衣聖地，在意象方面以「MOGA」識別來營造；在工程方面，美化、綠化周邊、打通捷運出口，以方便人潮能前往商圈。
近年台灣服飾市場由於日韓風的興起，政府希望能發展屬於台灣的時尚和國際接軌，相中該商圈，讓該商圈的服飾從設計到製造都標榜著Made In Taiwan，並將萬華舊區公所改建成台北服飾文化館。

## 歷史
- 1956年-市集形成
- 1976年-成衣業成為商圈的主要產業
- 1988年-商圈的巔峰時期
- 2001年-商圈促進會成立

## 外部連結
- 艋舺服飾商圈-臺北旅遊網